# Lokøy
Lokøy ou Lokøyna, est une île dans le landskap Sunnhordland du comté de Vestland. Elle appartient administrativement à Øygarden.

## Géographie
Rocheuse et désertique, elle s'étend sur environ 2,1 km de longueur pour une largeur approximative de 1,9 km.